# Felix Meier
Joseph Hamerl était un armurier orfèvre et fabriquant d’arme autrichien du XVIIIe siècle. Meier devient maitre en 1702 et travailla à  Vienne (Autriche) pour la cour de François Ier (empereur du Saint-Empire). Il travailla avec Georg Keiser, et fabriqua et signa entre autres des arquebuses et des pistolets.

## Postérité
Meier est principalement connu par ses armes qui se retrouvent dans plusieurs grandes collections d’Europe et autres.